# Onitis aethiops
Onitis aethiops är en skalbaggsart som beskrevs av Pierre Lesne 1906. Onitis aethiops ingår i släktet Onitis och familjen bladhorningar. Inga underarter finns listade i Catalogue of Life.